# أرقطيون نصف رفيع
أرقطيون نصف رفيع (الاسم العلمي:Arctium semiconstrictum) هي نوع نباتي يتبع جنس الأرقطيون من فصيلة النجمية.